# Gewone silene-uil
De gewone silene-uil (Hadena bicruris) is een nachtvlinder uit de familie van de uilen, de Noctuidae.

## Beschrijving
De voorvleugellengte bedraagt tussen de 14 en 17 millimeter. De grondkleur van de voorvleugels is grijsbruin, met gelige tekening. De ringvlek en niervlek zijn lichtgerand en vormen samen bijna een V. De tapvlek is extra donker gekleurd. Lichtgekleurde gelige exemplaren betreffen meest een mannetje. De achtervleugel is vuilwit met twee grijze dwarslijnen.

## Waardplanten
De gewone silene-uil gebruikt dagkoekoeksbloemen andere soorten Silene als waardplanten, soms ook duizendschoon (Dianthus barbatus). De rups is te vinden van eind juni tot oktober. De soort overwintert als pop.

## Voorkomen
De soort komt verspreid over Noord-Afrika en West-Europa voor.

### In Nederland en België
De gewone silene-uil is in Nederland en België een vrij algemene soort. De vlinder kent twee, soms drie, jaarlijkse generaties die vliegen van halverwege eind april tot en met september.